# Бартошиці
Бартоши́ці (пол. Bartoszyce, раніше Barsztyn, нім. Bartenstein, лит. Barštynas)— місто в північно-східній Польщі, на річці Лина (Лава) розташоване в історичній країні Барції. Адміністративний центр Бартошицького повіту Вармінсько-Мазурського воєводства. Бартошиці— це місто з багатовіковою історією і традиціями, яке роками єднало в собі впливи польської, німецької і східньої держав. У 1975-1998 роках Бартошиці адміністративно належали до Ольштинського воєводства. Сьогодні це важливий комунікаційний вузол, а також адміністративний, сервісний і культурний центр воєводства. Згідно з даними, зібраними від 31 грудня 2008 року в місті було 25 007 жителів.

## Розташування
Бартошиці розташовані в північній частині Вармінсько-Мазурського воєводства на річці Лина. З географічного боку вони розміщені на Семпопольській рівнині, яка є частиною макрорегіону Старопруської низовини, який, у свою чергу, є частиною Східного балтійського узбережжя. Бартошиці лежать на рівнині, яка піднімається до висоти 80-100 м н.р.м. і зменшується у напрямку до центру 40-50 м н.р.м.
Місто розташоване (відстань руху на Google Maps): 71 км від Ольштина, 256 км від Варшави, 177 км від Гданська, 17 км від кордону з Росією, і 58 км від Калінінграда.

## Демографія
Демографічна структура станом на 31 березня 2011 року:
|          | Загалом | Допрацездатний вік | Працездатний вік | Постпрацездатний вік |
| -------- | ------- | ------------------ | ---------------- | -------------------- |
| Чоловіки | 11872   | 2209               | 8554             | 1109                 |
| Жінки    | 13150   | 2238               | 8049             | 2863                 |
| Разом    | 25022   | 4447               | 16603            | 3972                 |

## Навколишнє середовище
За даними 2005 року, Бартошиці мають площу 11 км² (0,84% від округу), у тому числі:
- населених пунктів 27,9%
- сільськогосподарських земель 27,9%
- лісу 6,0%
- води 2,6%

## Ґрунти
Площа Бартошиць охоплює 307 га сільськогосподарських земель. В його околицях переважають родючі ґрунти, сприятливі для вирощування пшениці. Утворені в основному на світ глини. У північній частині міста локально виступають глинисті породи. Вони III i IV класу бонітування грантів. У долині Лини багато ґрунтів алювіального та органічного походження. Ґрунти по всьому місту вказують на природний склад важких металів і низьку, природну кількість сульфатів сірки. У місті не знайдено корисних копалин.

## Кліматичні умови
Місто розташоване в кліматі між районом Гданська, який трохи тепліший і районом мазурським - холоднішим. У Бартошицях середня річна температура в градусах Цельсія становить 6,9°. Вегетаційний період триває 170-190 днів, протягом якого середня температура становить 12 °C. Відносна вологість повітря в місті становить 82%. Середня хмарність на рік є однією з найнищих в області та в цілій країні. Похмурно - близько 100 днів на рік. Середньодобова інсоляція становить близько 4 годин на день. Інсоляція міста однорідна. Середньорічна кількість опадів 538 мм. Число морозних днів на рік становить 38-43, із заморозками 110-125 , і 60-65 днів зі сніговим покривом. У районі міста переважно вітри у напрямку: південно-західному (18,9% частка в рік) та західному (15,2%).Частка Південно-західних вітрів зростає, особливо в осінньо-зимовий період.

## Поверхневі води
Бартошиці і околиці розташовані на річці Лина та її притоках. Це найбільша річка Вармінсько-Мазурського воєводства і одночасно ядро гідрографічної мережі області.Вся територія, пов’язана з долиною Лини, постановою воєводства була визнана заповідним ландшафтом підвищеної охорони. Долина вирізняється динамічними змінами рельєфу, які приводять до періодичних підвищень рівня води до висоти 40 м н.р.м. Найбільша притока Лини в області Бартошиць - це річка Сушиця. Річка ця гідрологічно пов'язана з прилеглим до неї озером Кінкайми. На ній побудовано також бетонну греблю, яка накопичує воду на 1,4 м, в результаті чого акумулюється 66,5 тисяч м³ води. Ця вода створює Міське озеро — Млечарське, на якому знаходиться купальня. Іншим резервуаром застійної води в районі Бартошиць є Бартбетовське озеро.

## Топоніміка
Бартошиці розташоване на території Барції, однієї з історичних земель стародавньої Пруссії, населеної племенем бартів. Окрім землеробства, тут розвивалося також бджільництво, яке називали бортництвом від давньопруського слова bartis (польською barć), від якого, можливо, й пішла назва землі. Потім, після завоювання цих територій, тевтонські лицарі побудували замок, навколо якого швидко розрослося поселення. Спочатку він називався Розенталь - у вільному перекладі «Долина троянд». У 1332 році великий магістр Ордену Лютер Брауншвейгський дав місту в грамоті назву Бартенштейн, що можна перекладати по-різному - як камінь або скеля Бардо (Бартс), або «камінь-сокира». Польська фонетична асиміляція Bartoszyce і Barsztyn з'являється лише з мазурською колонізацією Пруссії під час Реформації. Однак до 1945 року німецька назва була офіційною та загальновживаною. Після входження міста до складу Польщі його нинішню назву було офіційно встановлено 19 травня 1946 року.
Альтернативне походження назви міста вживається в "Географічному словнику Королівства Польського та інших слов’янських країн" з 1880 року. У записі Bartoszyce він стверджує, що початкову назву Bartenstein місто отримало в пам'ять про єпископа Бартоломія, який сприяв християнізації Пруссії.

## Персоналії
Народились
- Ганс Кох — (1893—1945) — німецький адвокат